# Micralestes pabrensis
Micralestes pabrensis és una espècie de peix de la família dels alèstids i de l'ordre dels caraciformes.

## Morfologia
- Els mascles poden assolir 5,2 cm de longitud total.[3][4]

## Hàbitat
És un peix d'aigua dolça i de clima tropical.

## Distribució geogràfica
Es troba a Àfrica.

## Estat de conservació
Les seues principals amenaces són les males herbes invasores, la sedimentació, la desforestació i les sequeres.